# Idelisa Bonnelly
Idelisa Bonnelly de Calventi (* 10. September 1931 in Santiago de los Caballeros, Dominikanische Republik; † 3. Juli 2022) war eine dominikanische Biologin und Hochschullehrerin. Sie war Professorin an der Autonomen Universität Santo Domingo (AUSD) und gründete dort das Idelisa Bonnelly de Calventi Marine Biology Research Center (Cibima). Sie war maßgeblich an der Schaffung des ersten Buckelwalschutzgebiets im Nordatlantik beteiligt.

## Leben und Werk
Bonnelly zog nach ihrem Schulabschluss 1953 in die Vereinigten Staaten, da es in ihrer Nähe keine Universitätsstudiengänge für Meeresbiologie gab. Sie erhielt ihren Abschluss als Medizintechnikerin am Westchester Community College und setzte ihr Universitätsstudium an der Columbia University in Biologie fort. An der New York University schloss sie ihr Studium der Meeresbiologie mit einem Master ab.
Nach ihrem Abschluss arbeitete sie 1961 als wissenschaftliche Mitarbeiterin im New York Aquarium. Bei den Meereswissenschaftlern Ross F. Nigrelli und Sophie Jakowska arbeitete sie im Forschungslabor und veröffentlichte ihre Ergebnisse in wissenschaftlichen Fachzeitschriften.

## CIBIMA

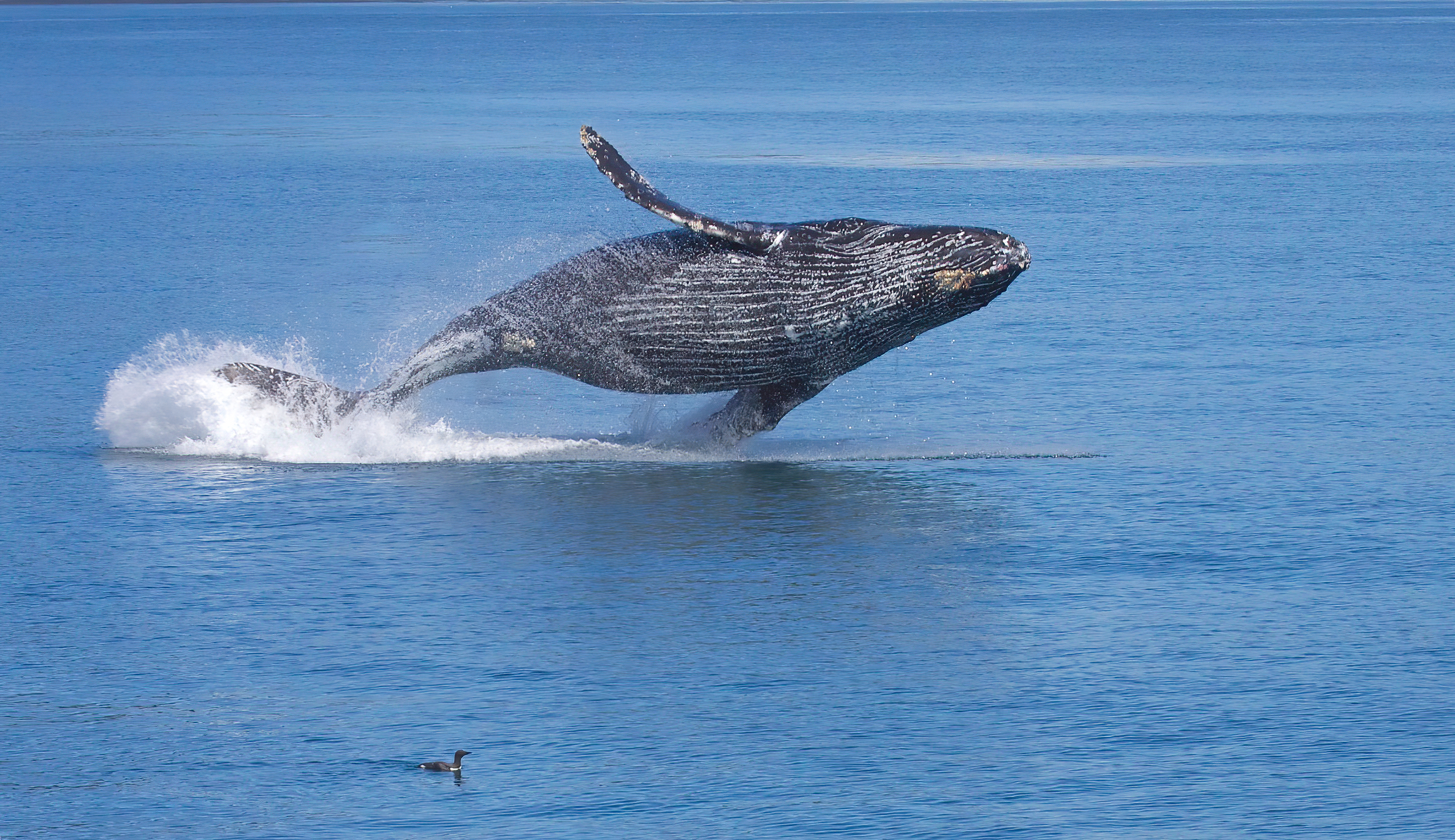
Springender Buckelwal (Megaptera novaeangliae)

Zurück in der Dominikanischen Republik gründete sie 1966 die erste Biologie-Einrichtung des Landes, das Institut für Meeresbiologie, später bekannt als Forschungszentrum für Meeresbiologie, CIBIMA, wo sie mehr als zwei Jahrzehnte lang als Professorin tätig war. Acht Jahre später gründete sie 1974 die Nationale Akademie der Wissenschaften in der Dominikanischen Republik und später wurde die Fakultät für Biologie an der Autonomen Universität von Santo Domingo gegründet.
Sie setzte sich für den Schutz der Buckelwale ein, die zur Fortpflanzung und Nahrungsaufnahme in die dominikanischen Gewässer kamen. Vom CIBIMA wurden mehrere Untersuchungen durchgeführt, um Ökosysteme, Riffe, Mangroven und Seegraswiesen aufzuwerten, und das Institut setzte eine Reihe innovativer Strategien zum Schutz und Erhalt der marinen Artenvielfalt des Landes um. Eine dieser Initiativen umfasste die Einführung von Schonzeiten für den Fischfang, die sich als entscheidend für die Erhaltung gesunder Fischpopulationen erwiesen haben. Durch die Regulierung des Zeitpunkts und der Dauer der Fischereiaktivitäten hat CIBIMA dafür gesorgt, dass die Fischbestände die Möglichkeit haben, sich zu erholen. Zusätzlich zu den Fangverboten hat CIBIMA auch Schutzzonen für verschiedene Arten eingerichtet. Diese ausgewiesenen Gebiete bieten Lebensräume, in denen das Meeresleben ohne die Gefahr menschlicher Eingriffe gedeihen kann. Durch den Schutz dieser Ökosysteme haben Bonnelly und ihr Team unzähligen Arten eine Überlebenschance gegeben.
Eine bemerkenswerte Errungenschaft von CIBIMA ist die Eröffnung des ersten Buckelwal-Schutzgebiets in der Dominikanischen Republik. Dieses Schutzgebiet dient diesen Tieren als Hafen und bietet ihnen einen geschützten Raum zur Fortpflanzung, Aufzucht ihrer Jungen und Wanderung ohne die Gefahren menschlicher Aktivitäten. Die Einrichtung dieses Schutzgebiets hat nicht nur zum Schutz der Buckelwale beigetragen. 1986 wurde die Banco de la Plata zum Schutzgebiet Santuario de los Bancos de Plata y Navidad erklärt, das erste seiner Art im gesamten Nordatlantikraum und das wichtigste Schutzgebiet für Buckelwale, Delfine, Seekühe und andere vom Aussterben bedrohte Arten.
Im Rahmen ihrer Arbeit für die Organisation beaufsichtigte Bonnelly die erste Delfinstudie der Dominikanischen Republik und arbeitete später an Projekten zur Anpassung an den Klimawandel in Korallenriffen.
Nach ihrer Pensionierung als emeritierte Professorin der UASD gründete sie 1990 die Dominikanische Stiftung für Meeresstudien Fundación Dominicana de Estudios Marinos (Fundemar), eine Organisation, die für die Sicherung von Schutzgebieten, den Schutz gefährdeter Arten und die Bekämpfung der Küstenverschmutzung verantwortlich ist.
2016 benannte die Nationale Behörde für Meeresangelegenheiten eine Meeresstraße nach ihr, die Buckelwale durchqueren, um in dominikanische Gewässer zu gelangen.
Bonnelly starb 2022 im Alter von 90 Jahren.
Sie war mit Vinicio Calvente verheiratet, mit dem sie zwei Kinder bekam.

## Ehrungen (Auswahl)
- 1986: Verdienstmedaille für Frauen in der Wissenschaft, Regierung der Dominikanischen Republik[10]
- 1987: Verdiente Professorin der Autonomen Universität Santo Domingo
- 1988: Aufnahme in die Global 500 Hall of Fame des Umweltprogramms der Vereinten Nationen[11]
- 1988: Nationaler Wissenschaftspreis der Akademie der Wissenschaften der Dominikanischen Republik
- 2009: Madame-Curie-Medaille der UNESCO
- 2010: Auszeichnung für herausragende Leistungen in der Biologie (SCB), Society for the Conservation of Biology, Victoria, Kanada[12]
- 2011: Verdienstorden von Duarte, Sánchez und Mella, im Rang eines Kommandanten, Regierung der Dominikanischen Republik
- 2013: die BBC bezeichnete sie als eine der zehn führenden Frauen der Wissenschaft in Lateinamerika zu dieser Zeit[13][14]